# All Quiet on the Western Front (1979)
All Quiet on the Western Front (Im Westen Nichts Neues) is een oorlogsfilm uit 1979, gebaseerd op het gelijknamige boek van Erich Maria Remarque. De film is een nieuwe verfilming van de versie uit 1930. De film vertelt het verhaal van Paul Baumer, die diende in het Duitse leger tijdens de Eerste Wereldoorlog.

## Verhaal
Paul Baumer is een Duitse student die veel van tekenen houdt. Baumer tekent vooral vogels. De Eerste Wereldoorlog is echter aan de gang, waardoor er geen plaats is voor kunst. Omdat Pauls klas bijna afgestudeerd is, moedigt hun leraar hen aan om dienst te nemen in het leger. Heel Pauls klas doet dit. Ze denken dat het leger alleen maar gezellig is en de oorlog kort duurt maar al gauw blijkt het een hel te zijn. Eerst gaan ze naar een legerkazerne, waar ze opgeleid worden tot soldaat. Pauls klas krijgt les van de sadistische korporaal Himmelstoss, die hen alleen maar onzinnige manoeuvres leert en een oneerlijk beleid voert. Als Himmelstoss een keer te ver gaat, nemen Paul en zijn vrienden wraak door hem te overvallen en te vernederen.
Na hun opleiding gaan Paul en zijn vrienden naar het front. Daar worden ze aangevoerd door Stanislav Katzinsky. Katzinsky is een oude, ervaren soldaat, die door iedereen Kat genoemd wordt. Kat leert zijn soldaten de dingen die je werkelijk nodig hebt in het leger. Al snel komen de jonge soldaten erachter dat oorlog geen spelletje is. De eerste bekenden worden al gedood en de soldaten leven met grote onzekerheid. Ze proberen hun vrolijke kanten ondanks alles te behouden. Himmelstoss wordt ook overgeplaatst naar het front, nadat hij in de kazerne te ver is gegaan, wat de soldaten terug doet denken aan hun onbekommerde tijd.
Eerst waren de soldaten tot het uiterste bereid te vechten voor keizer en vaderland, maar als ze erachter komen dat niet de ware helden, maar lafaards als Himmelstoss ook een lintje krijgen beginnen ze te twijfelen aan het Duitse bestuur. Paul wordt ernstig geconfronteerd, als hij 's nachts, wanneer er geen strijd is, een Franse soldaat doodt en hier een aantal uur mee in een granaattrechter ligt. Dit doet hem eraan denken dat de Franse soldaten geen gewetenloze monsters zijn, maar gewone mensen met een helm, een uniform en een geweer. Ook beseft hij hierdoor de pure waanzin van oorlog. Paul en enkele vrienden komen ook in contact met Franse meisjes. Het besef dringt tot hem door dat voor de burgers het leven vrij gewoon is gebleven, en dat Franse en Duitse burgers ondanks alles nog goed met elkaar om kunnen gaan.
Als Paul op het slagveld gewond raakt, moet hij naar het ziekenhuis. Daar wordt hij opgelapt, maar hij wordt er ook geconfronteerd met soldaten die er liever een eind aan maken dan dat ze verder leven onder deze omstandigheden. Paul mag op verlof naar huis. Hij komt er echter achter dat hij thuis niet meer gelukkig kan zijn. Hij is zo gewend geraakt aan oorlog, dat hij nu gelukkiger is aan het front. Hij schrijft zijn zieke moeder een afscheidsbrief en gaat voortijdig weg bij zijn familie. Hij keert terug aan het front, waar veel vrienden van hem nu gesneuveld zijn. Er zijn nog maar enkele bekenden over, waaronder Kat. De soldaten worden ook steeds jonger en onervaren.
Kort na Pauls terugkeer wordt Kat geraakt door een granaatscherf. Kat beseft dat het einde van de oorlog nabij is en denkt dat hij gaat sterven. Paul draagt hem op zijn schouders naar het ziekenhuis. Bij aankomst blijkt Kat te zijn overleden. Kort daarna sterven er nog meer bekenden van Paul. De enige overgeblevenen van Pauls klas zijn nu hij, en zijn vriend Albert Kropp, die in het ziekenhuis ligt.
Het is 1918. Het einde van de oorlog is nabij, en er is een tijdelijke wapenstilstand. Paul is de meest ervaren soldaat aan het front geworden en dus de nieuwe aanvoerder. Hij schrijft een brief naar Kropp, waarin hij de huidige situatie meldt. Dan hoort Paul een vogel fluiten. Als hij opkijkt ziet hij op een tak een vogel zitten. Hij voelt zich weer even die onbekommerde student van een paar jaar geleden. Hij pakt een blaadje en begint de vogel te tekenen. Daarbij vergeet hij het mogelijke gevaar en staat hij op. Ondanks de wapenstilstand wordt Paul door een Franse soldaat neergeschoten. Met de half afgemaakte tekening, geklemd in zijn hand, sterft Paul. Zijn vroegere hobby en zijn laatste restje jongenshoop kostten hem zijn leven.
De film eindigt met een citaat uit een brief van een legerofficier, waarin staat dat er geen nieuws is van het westelijke front.

## Rolverdeling
| Acteur            | Personage                 |
| ----------------- | ------------------------- |
| Richard Thomas    | Paul Baumer               |
| Ernest Borgnine   | Stanislav "Kat" Katzinsky |
| Donald Pleasence  | Kantorek (De leraar)      |
| Ian Holm          | Korporaal Himmelstoss     |
| Patricia Neal     | Pauls moeder              |
| Paul Mark Elliott | Joseph Behm               |
| David Bradley     | Albert Kropp              |
| George Winter     | Franz Kemmerich           |
| Dominic Jephcott  | Peter Leer                |
| Mark Drewry       | Tjaden                    |
| Colin Mayes       | Westus                    |
| Ewan Stewart      | Detering                  |
| Michael Sheard    | Pauls vader               |
| Katerina Lirova   | Pauls zus                 |
| Mary Miller       | mevrouw Kemmerich         |